# هاني القواسمي
هاني طلب القواسمي ( 1958 - )، سياسي فلسطيني وأستاذ في القانون، شغل منصب وزير الداخلية في الحكومة الفلسطينية الحادية عشرة.

## نشأته وتحصيله العلمي
هاني طلب القواسمي، ينحدر أصله من مدينة الخليل، انتقل والده إلى غزة عام 1949 للسكن فيها، وولد فيها عام 1958، تلقى تعليمه المدرسي على اختلاف مراحله في غزة. حصل القواسمي على درجة البكالورويس في القانون من جامعة القاهرة، وتابع دراسته وحصل منها أيضًا على الدبلوم العالي في الموارد البشرية.

## مناصب
عمل بعد تخرجه مدة عشر سنوات في معهد الأزهر الديني، ثم انتقل إلى الهيئة العامة للشؤون المدنية وعمل فيها مدة سبع سنوات. شغل منصب وزير الداخلية في الحكومة الفلسطينية الحادية عشرة.